# Monti Silvermine

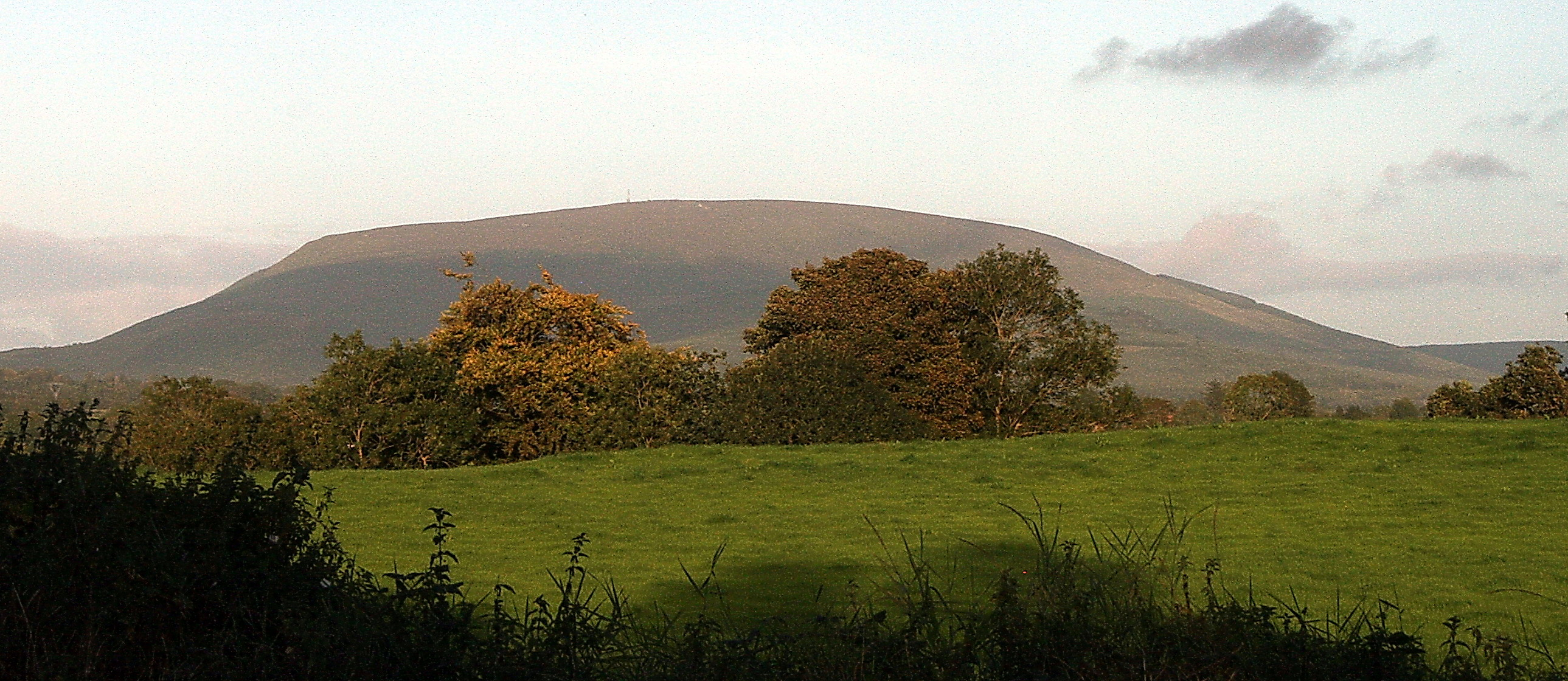
Keeper Hill sui Monti Silvermine

I Monti Silvermine (in gaelico irlandese Sliabh Bhéal Átha Gabhann) sono una catena montuosa irlandese, situata nelle contee di Tipperary e Limerick, a loro volta facenti parte della provincia di Munster. Il picco più alto è la Keeper Hill, conosciuto anche come Slievekimalta, con la sua altitudine di 694 m s.l.m.
Il villaggio di Silvermine si trova a Nord della Keeper Hill ed è un centro di estrazione mineraria dal secolo XIV.